# Izvestiya: Mathematics
Inverse Problems is een internationaal, aan collegiale toetsing onderworpen wetenschappelijk tijdschrift op het gebied van de wiskunde. Het is een Engelse vertaling van het in het Russisch verschijnende Izvestiya Rossiiskoi Akademii Nauk, Seriya Matematicheskaya, dat in 1937 werd opgericht.
Het wordt gezamenlijk uitgegeven door Turpion, de London Mathematical Society en de Russische Academie van Wetenschappen. Het tijdschrift verschijnt 6 keer per jaar.